# اسکار کاردوزو
اسکار کاردوزو (انگلیسی: Óscar Cardozo؛ زادهٔ ۲۰ مهٔ ۱۹۸۳) یک بازیکن فوتبال اهل پاراگوئه است.
وی همچنین در تیم ملی فوتبال پاراگوئه بازی کرده‌است.